# Couche de Dua
La couche de Dua est une zone de la cornée humaine découverte en 2013. Épaisse de 15 µm, elle  est située entre le stroma cornéen et la membrane de Descemet,.